# Hội đồng địa phương của Malta
Từ 30 tháng 6 năm 1993, Malta được chia thành 68 kunsilli lokali (số ít kunsill lokali, nghĩa là "hội đồng địa phương"). Đây là mức đơn vị hành chính cơ sở và không có mức trung gian giữa nó và mức toàn quốc. Mức hành chính 6 huyện (5 trên đảo chính Malta), hoặc 3 vùng (2 trên đảo chính) chỉ có mục đích thống kê.

## Danh sáchkunsilli lokali
| Cờ hiệu | Tên tiếng Anh     | Tên tiếng Malta                                        | Đảo          |
| ------- | ----------------- | ------------------------------------------------------ | ------------ |
|         | Attard            | Il-Kunsill Lokali ta' Ħ'Attard                         | Malta        |
|         | Balzan            | Il-Kunsill Lokali ta' Ħal Balzan                       | Malta        |
|         | Birgu             | Il-Kunsill Lokali tal-Birgu (Città Vittoriosa)         | Malta        |
|         | Birkirkara        | Il-Kunsill Lokali ta' Birkirkara                       | Malta        |
|         | Birżebbuġa        | Il-Kunsill Lokali ta' Birżebbuġa                       | Malta        |
|         | Cospicua (Bormla) | Il-Kunsill Lokali ta' Bormla (Città Cospicua)          | Malta        |
|         | Dingli            | Il-Kunsill Lokali ta' Ħad-Dingli                       | Malta        |
|         | Fgura             | Il-Kunsill Lokali tal-Fgura                            | Malta        |
|         | Floriana          | Il-Kunsill Lokali tal-Furjana                          | Malta        |
|         | Fontana           | Il-Kunsill Lokali tal-Fontana (It-Triq tal-Għajn)      | Gozo         |
|         | Għajnsielem       | Il-Kunsill Lokali t'Għajnsielem                        | Gozo, Comino |
|         | Għarb             | Il-Kunsill Lokali tal-Għarb                            | Gozo         |
|         | Għargħur          | Il-Kunsill Lokali ta' Ħal Għargħur                     | Malta        |
|         | Għasri            | Il-Kunsill Lokali tal-Għasri                           | Gozo         |
|         | Għaxaq            | Il-Kunsill Lokali ta' Ħal Għaxaq                       | Malta        |
|         | Gudja             | Il-Kunsill Lokali tal-Gudja                            | Malta        |
|         | Gżira             | Il-Kunsill Lokali tal-Gżira                            | Malta        |
|         | Ħamrun            | Il-Kunsill Lokali tal-Ħamrun                           | Malta        |
|         | Iklin             | Il-Kunsill Lokali tal-Iklin                            | Malta        |
|         | Kalkara           | Il-Kunsill Lokali tal-Kalkara                          | Malta        |
|         | Kerċem            | Il-Kunsill Lokali Ta' Kerċem                           | Gozo         |
|         | Kirkop            | Il-Kunsill Lokali ta' Ħal Kirkop                       | Malta        |
|         | Lija              | Il-Kunsill Lokali ta' Ħal Lija                         | Malta        |
|         | Luqa              | Il-Kunsill Lokali ta' Ħal Luqa                         | Malta        |
|         | Marsa             | Il-Kunsill Lokali tal-Marsa                            | Malta        |
|         | Marsaskala        | Il-Kunsill Lokali ta' Marsaskala (Wied il-Għajn)       | Malta        |
|         | Marsaxlokk        | Il-Kunsill Lokali ta' Marsaxlokk                       | Malta        |
|         | Mdina             | Il-Kunsill Lokali tal-Imdina (Città Notabile)          | Malta        |
|         | Mellieħa          | Il-Kunsill Lokali tal-Mellieħa                         | Malta        |
|         | Mġarr             | Il-Kunsill Lokali tal-Imġarr                           | Malta        |
|         | Mosta             | Il-Kunsill Lokali tal-Mosta                            | Malta        |
|         | Mqabba            | Il-Kunsill Lokali tal-Imqabba                          | Malta        |
|         | Msida             | Il-Kunsill Lokali tal-Imsida                           | Malta        |
|         | Mtarfa            | Il-Kunsill Lokali tal-Imtarfa                          | Malta        |
|         | Munxar            | Il-Kunsill Lokali tal-Munxar                           | Gozo         |
|         | Nadur             | Il-Kunsill Lokali tan-Nadur                            | Gozo         |
|         | Naxxar            | Il-Kunsill Lokali tan-Naxxar                           | Malta        |
|         | Paola             | Il-Kunsill Lokali ta' Raħal Ġdid                       | Malta        |
|         | Pembroke          | Il-Kunsill Lokali ta' Pembroke                         | Malta        |
|         | Pietà             | Il-Kunsill Lokali Tal-Pietà                            | Malta        |
|         | Qala              | Il-Kunsill Lokali tal-Qala                             | Gozo         |
|         | Qormi             | Il-Kunsill Lokali ta' Ħal Qormi (Città Pinto)          | Malta        |
|         | Qrendi            | Il-Kunsill Lokali tal-Qrendi                           | Malta        |
|         | Rabat             | Il-Kunsill Lokali tar-Rabat                            | Malta        |
|         | Safi              | Il-Kunsill Lokali ta' Ħal Safi                         | Malta        |
|         | St. Julian's      | Il-Kunsill Lokali ta' San Ġiljan                       | Malta        |
|         | St. Paul's Bay    | Il-Kunsill Lokali ta' San Pawl il-Baħar                | Malta        |
|         | San Ġwann         | Il-Kunsill Lokali ta' San Ġwann                        | Malta        |
|         | San Lawrenz       | Il-Kunsill Lokali ta' San Lawrenz                      | Gozo         |
|         | Sannat            | Il-Kunsill Lokali Ta' Sannat                           | Gozo         |
|         | Santa Luċija      | Il-Kunsill Lokali ta' Santa Luċija                     | Malta        |
|         | Santa Venera      | Il-Kunsill Lokali ta' Santa Venera                     | Malta        |
|         | Senglea (Isla)    | Il-Kunsill Lokali tal-Isla (Città Senglea)             | Malta        |
|         | Siġġiewi          | Il-Kunsill Lokali tas-Siġġiewi (Città Ferdinand)       | Malta        |
|         | Sliema            | Il-Kunsill Lokali ta' Tas-Sliema                       | Malta        |
|         | Swieqi            | Il-Kunsill Lokali tas-Swieqi                           | Malta        |
|         | Tarxien           | Il-Kunsill Lokali ta' Ħal Tarxien                      | Malta        |
|         | Valletta          | Il-Kunsill Lokali tal-Belt Valletta (Città Umillisima) | Malta        |
|         | Victoria (Rabat)  | Il-Kunsill Lokali tal-Belt Victoria (Città Victoria)   | Gozo         |
|         | Ta' Xbiex         | Il-Kunsill Lokali ta' Ta' Xbiex                        | Malta        |
|         | Xagħra            | Il-Kunsill Lokali tax-Xagħra                           | Gozo         |
|         | Xewkija           | Il-Kunsill Lokali tax-Xewkija                          | Gozo         |
|         | Xgħajra           | Il-Kunsill Lokali tax-Xgħajra                          | Malta        |
|         | Żabbar            | Il-Kunsill Lokali ta' Ħaż-Żabbar (Città Hompesch)      | Malta        |
|         | Żebbuġ            | Il-Kunsill Lokali ta' Ħaż-Żebbuġ (Città Rohan)         | Malta        |
|         | Żebbuġ            | Il-Kunsill Lokali taż-Żebbuġ, Għawdex                  | Gozo         |
|         | Żejtun            | Il-Kunsill Lokali taż-Żejtun (Città Beland)            | Malta        |
|         | Żurrieq           | Il-Kunsill Lokali taż-Żurrieq                          | Malta        |